# London-Marathon 1988
| 8. London-Marathon     | 8. London-Marathon             |
| ---------------------- | ------------------------------ |
| Stadt                  | London, Vereinigtes Königreich |
| Datum                  | 17. April 1988                 |
| Distanz                | 42,195 Kilometer               |
| Sieger                 |                                |
| Männer                 | Henrik Jørgensen (2:10:20 h)   |
| Frauen                 | Ingrid Kristiansen (2:25:41 h) |
| ← London-Marathon 1987 | London-Marathon 1989 →         |
| Website                | Offizielle Website             |

Der London-Marathon 1988 (offiziell: Mars London-Marathon 1988) war die achte Ausgabe der jährlich stattfindenden Laufveranstaltung in London, Vereinigtes Königreich. Der Marathon fand am 17. April 1988 statt.
Bei den Männern gewann Henrik Jørgensen in 2:10:20 h, bei den Frauen Ingrid Kristiansen in 2:25:41 h.

## Ergebnisse

### Männer
| Platz | Athlet           | Land                   | Zeit (h) |
| ----- | ---------------- | ---------------------- | -------- |
| 01    | Henrik Jørgensen | Dänemark               | 2:10:20  |
| 02    | Kevin Forster    | Vereinigtes Königreich | 2:10:52  |
| 03    | Kazuyoshi Kudo   | Japan                  | 2:10:59  |
| 04    | Hugh Jones       | Vereinigtes Königreich | 2:11:08  |
| 05    | David Long       | Vereinigtes Königreich | 2:11:33  |
| 06    | Allister Hutton  | Vereinigtes Königreich | 2:11:42  |
| 07    | Herbert Steffny  | BR Deutschland         | 2:11:54  |
| 08    | Cai Shang-yan    | Volksrepublik China    | 2:11:58  |
| 09    | John Wheway      | Vereinigtes Königreich | 2:12:13  |
| 10    | Charles Spedding | Vereinigtes Königreich | 2:12:28  |

### Frauen
| Platz | Athletin           | Land                   | Zeit (h) |
| ----- | ------------------ | ---------------------- | -------- |
| 01    | Ingrid Kristiansen | Norwegen               | 2:25:41  |
| 02    | Ann Ford           | Vereinigtes Königreich | 2:30:38  |
| 03    | Evy Palm           | Schweden               | 2:31:35  |
| 04    | Susan Wightman     | Vereinigtes Königreich | 2:32:09  |
| 05    | Susan Crehan       | Vereinigtes Königreich | 2:35:10  |
| 06    | Tove Lorentzen     | Dänemark               | 2:35:52  |
| 07    | Jacqueline Gareau  | Kanada                 | 2:36:04  |
| 08    | Angela Hulley      | Vereinigtes Königreich | 2:36:11  |
| 09    | Rosemary Ellis     | Vereinigtes Königreich | 2:37:10  |
| 10    | Wang Qing-huan     | Volksrepublik China    | 2:37:42  |